# Ortholeptura insignis
Ortholeptura insignis är en skalbaggsart som först beskrevs av Henry Clinton Fall 1907.  Ortholeptura insignis ingår i släktet Ortholeptura och familjen långhorningar. Inga underarter finns listade i Catalogue of Life.